# NGC 766
NGC 766 je eliptická galaxie v souhvězdí Ryb. Její zdánlivá jasnost je 12,9m a úhlová velikost 2,0′ × 2,0′. Je vzdálená 365 milionů světelných let, průměr má 215 000 světelných let. Galaxii objevil 8. ledna 1828 John Herschel.

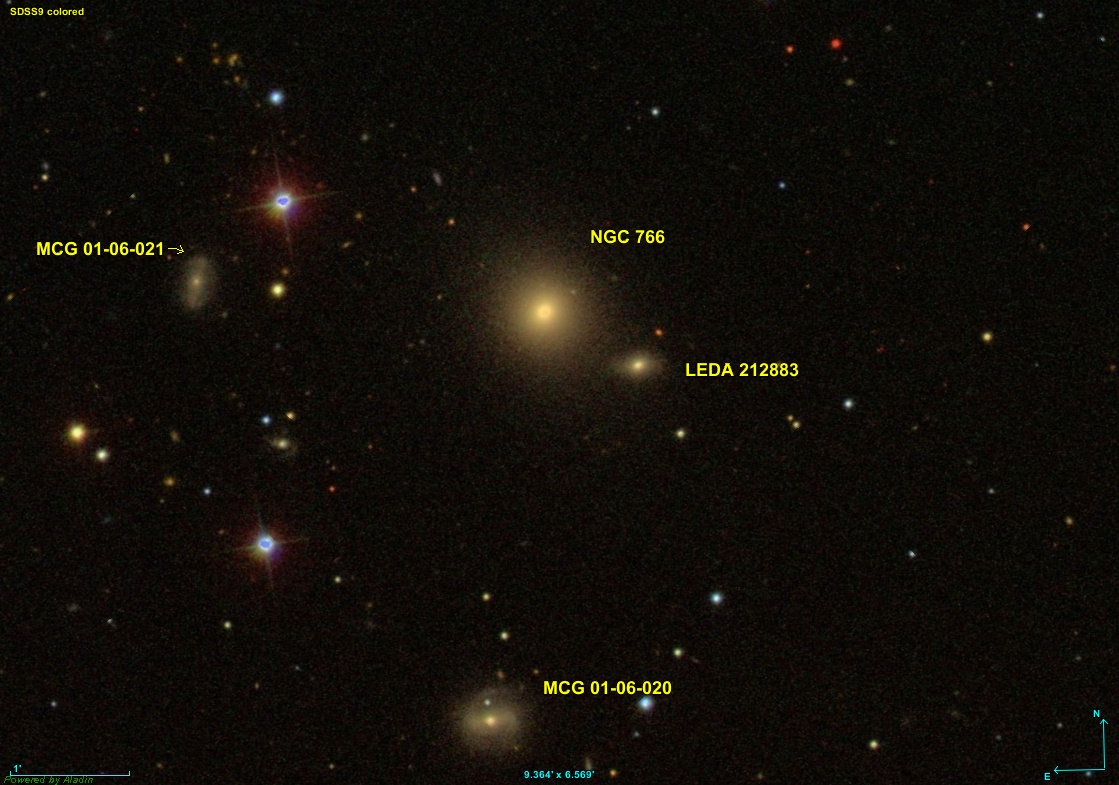
NGC 766 s okolními slabými galaxiemi